# Black & White
Black & White là trò chơi điện tử thể loại nhập vai thần thánh do Lionhead Studios phát triển,Electronic Arts và Feral Interactive phát hành. Trò chơi phát hành năm 2001, với các thể loại giả lập cuộc sống, chiến lược, và đối kháng lồng trong nó. Người chơi sẽ vào vai một vị thần điều khiển các dân làng xung quanh hòn đảo nơi mà vị thần được tôn thờ. Mục đích của trò chơi là người chơi phải khiến dân ở các làng khác quay sang tôn thờ mình và trở thành vị thần mạnh nhất. Người chơi có thể chọn việc khiến những người dân làng khác quay sang tôn thờ mình bằng cách ban phát ân huệ hoặc khiến họ sợ hãi với các thiên tai trúc xuống đầu.
Black & White ngoài cách chơi khá độc đáo. Vị thần còn có một linh thú mà người chơi có thể nuôi và dạy dỗ để nó làm thay công việc cho mình. Mọi hành động của linh thú đều sẽ bắt chước theo cách mà người chơi tác động đến xung quanh hoặc do người chơi dạy cho linh thú phải làm gì hay không được làm gì.
Trò chơi nhận được rất nhiều đánh giá tích cực, nó có một bản mở rộng là Black & White: Creature Isle và một phiên bản nối tiếp là Black & White 2. Ngoài ra cũng có kế hoạch chuyển trò chơi lên hệ máy Sega Dreamcast nhưng đã bị bỏ do hệ máy này không còn được sản xuất.

## Đón nhận
Black & White nhận được rất nhiều đánh giá tích cực với số điểm trung bình là 90% trên Metacritic và GameRankings ngay khi nó vừa được phát hành. Sau một thời gian chơi các nhà phê bình đã thay đổi một chút nhận xét của họ: tại GameSpy và IGN trò chơi được đẩy lên thành trò chơi được đánh giá cao nhất mọi thời đại. Trò chơi cũng đã nhận được nhiều danh hiệu như trò chơi được đánh giá cao nhất trên PC game cũng như trên IGN (ngang với Half-Life 2 và BioShock)...